# Tokyo Joshi Pro-Wrestling
La Tokyo Joshi Pro-Wrestling (TJPW) è una federazione di joshi puroresu (wrestling femminile) fondata a Tokyo il 4 luglio 2012. Nata come promozione sorella della DDT Pro-Wrestling, è diventata una federazione a sé stante nel 2015. Assieme alla DDT e alla Pro Wrestling Noah fa parte del progetto CyberFight. Inoltre ha stretto un rapporto di collaborazione con la All Elite Wrestling.

## Titoli
| Titolo                              | Campionessa                | Data              | Luogo | Evento             |
| ----------------------------------- | -------------------------- | ----------------- | ----- | ------------------ |
| Princess of Princess Championship   | Miu Watanabe               | 31 marzo 2024     | Tokyo | Grand Princess     |
| Princess Tag Team Championship      | Maki Itoh e Miyu Yamashita | 22 settembre 2024 | Chiba | Wrestle Princess 5 |
| International Princess Championship | Yuki Arai                  | 4 gennaio 2024    | Tokyo | TJPW               |

## Parco Atlete

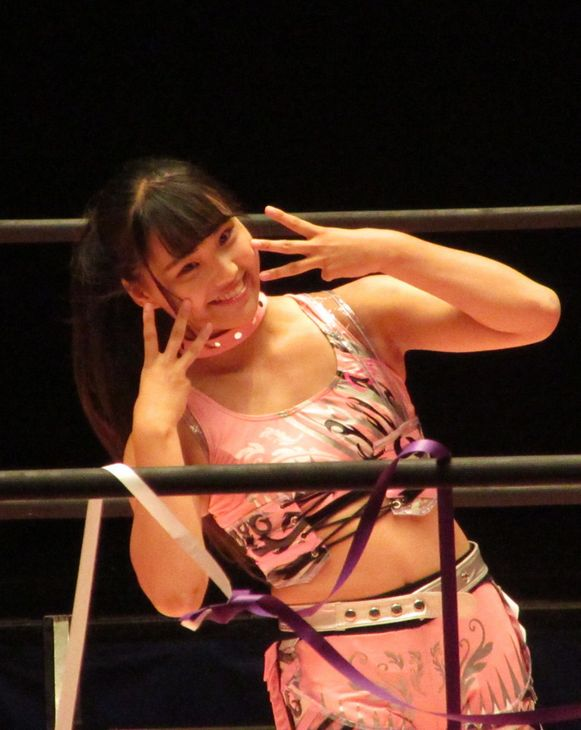
Miu Watanabe, Princess of Princess Tag Team Champion

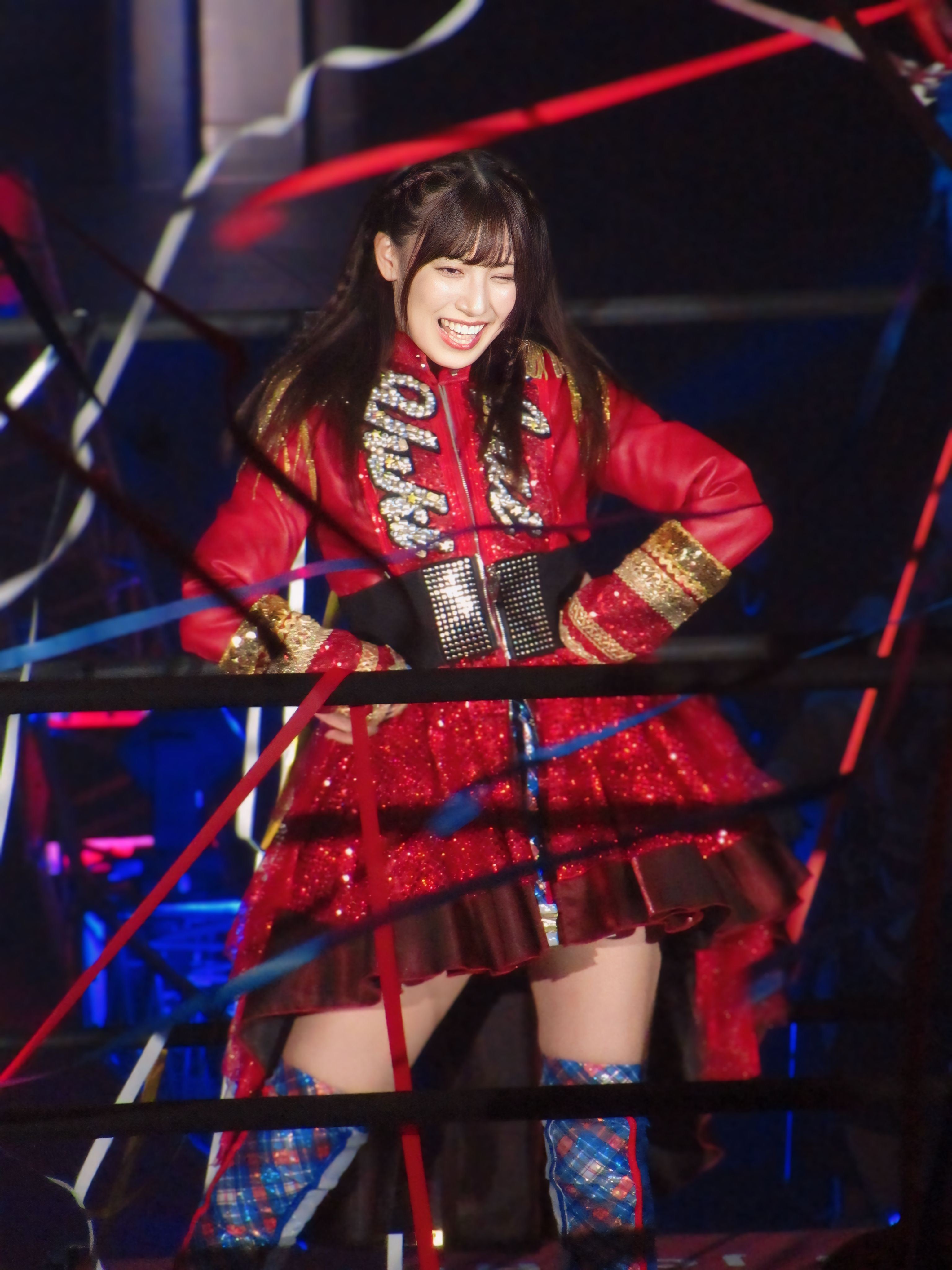
Yuki Arai, International Princess Champion

| Nome             | Nome Reale      | Note                            |
| ---------------- | --------------- | ------------------------------- |
| Arisu Endo       |                 |                                 |
| Haruma Neko      |                 |                                 |
| Hikari Noa       |                 |                                 |
| Hyper Misao      |                 |                                 |
| Juria Nagano     | Juria Nagano    |                                 |
| Kaya Toribami    |                 |                                 |
| Mahiro Kiryu     |                 |                                 |
| Maki Itoh        | Maki Itoh       | Princess Tag Team Champion      |
| Marika Kobashi   |                 |                                 |
| Mei Saint-Michel | Mei Suruga      |                                 |
| Miu Watanabe     | Miu Watanabe    | Princess Of Princess Champion   |
| Miyu Yamashita   | Miyu Yamashita  | Princess Tag Team Champion      |
| Mizuki           | Mizuki Kaminade |                                 |
| Moka Miyamoto    |                 |                                 |
| Nao Kakuta       |                 |                                 |
| Nodoka Tenma     |                 |                                 |
| Pom Harazuku     |                 |                                 |
| Raku             |                 |                                 |
| Rika Tatsumi     | Ririko Ishizawa |                                 |
| Ryo Mizunami     | Ryo Mizunami    |                                 |
| Shoko Nakajima   | Shoko Nakajima  |                                 |
| Suzume           |                 |                                 |
| Yuka Sakazaki    | Yuka Sakazaki   |                                 |
| Yuki Aino        |                 |                                 |
| Yuki Arai        | Yuki Arai       | International Princess Champion |
| Yuki Kamifuku    | Yuki Kamifuku   |                                 |